# Druye
Druye är en kommun i departementet Indre-et-Loire i regionen Centre-Val de Loire i de centrala delarna av Frankrike. Kommunen ligger i kantonen Ballan-Miré som tillhör arrondissementet Tours. År 2022 hade Druye 999 invånare.

## Befolkningsutveckling
Antalet invånare i kommunen Druye
Referens:INSEE